# Partit Comunista Revolucionari
El Partit Comunista Revolucionari (PCR) (en castellà: Partido Comunista Revolucionario) va ser una partit polític comunista espanyol. Es va fundar el 1968 a partir de Força Socialista Federal i es va dissoldre el 1970.

## Ideologia i programa
No es disposa dels Estatuts de el Partit Comunista Revolucionari, ni de les Tesis sobre la construcció del PCR ni del voluminós Programa del Partit Comunista Revolucionari, tots del febrer de 1969, però les seves línies fonamentals es poden deduir d'un document previ, aportat en el procés congressual posterior a la segona ruptura però anterior a setembre de 1968: “Les necessitats de la lluita proletària, i les nostres tasques (Projecte de Resolució per a la 1a Sessió)”.
Dels seus plantejaments donen compte els títols dels seus vuit epígrafs: que, després de parlar de l'imperialisme (seguint a Lenin) i de la crisi de l'internacionalisme proletari; de dedicar un record a la revolució espanyola; se centra en els punts claus del moviment obrer –l'organització, la consciència, la seva lluita, els seus objectius–, remarca l'absència de direcció revolucionària i el que ha ser, per tant, la "missió" del partit: la unificació de tots els grups de la lluita revolucionària en un nou "partit revolucionari de la classe obrera". Aquests nou partit haurà der constituir-se en la direcció de les masses prolettàries.
Seguint el mateix discurs, s'incorpora una crítica a la Força Socialista Federal (encara no formalment dissolta):
1. Partit i no Força, entesa com una organització política descentralitzada i pluralista en les seves activitats externes a l'organització, ja que les masses treballadores no seran impulsades i dirigides per unes "Forces" incoherents, sinó per un Partit disciplinat i democràtic.
2. Comunista i no Socialista, atès que la societat sense classes, el comunisme, és l'objectiu final i que el terme “socialista” no representa en la seva totalitat el bagatge teòric polític en què ens basem, i, a més, ha estat desprestigiat per la seva assumpció per grups socialdemòcrates o simplement oportunistes i antimarxistes.
3. Unitari a escala de tot l'Estat, és a dir, a escala espanyola; centralitzat i no federat, democràtic en la mesura que, a través de la democràcia interna, elabori les directrius que obligaran a tota l'organització en la seva actuació entre les masses. Però no Federal, la qual cosa suposa una actuació pluralista i contradictòria, segons concepcions democràtic-social-federalistes que reflecteixen, en realitat, les aspiracions de petit burgesos autonomistes enfrontant-se al poder creixent dels monopolis espanyols en els últims anys.

## Història
El PCR provenia de diverses organitzacions. CC, la formació política inicial, va seguir una evolució de radicalització progressiva. Aquest procés de radicalització va fer que la formació canviés diverses vegades de nom: Originalment fundada com CC (Cristians Catalans i després Comunitat Catalana); va passar a ser durant el període 1962-1968 la FSF (Força Socialista Federal) -amb seu sector universitari UP (Universitat Popular)-; per formar el 1967 les CES (Comissions d'Estudiants Socialistes); que van derivar en els CHE-CHO (Comitès de Vaga Estudiantils-Comitès de Vaga Obrers, 1969 [original en castellà: Comités de Huelga Estudiantiles-Comités de Huelga Obreros]) que tenien per nucli dirigent a l'ombra el PCR (Partit Comunista Revolucionari, 1969-1970); aquest, per acabar, va acabar al PCP (Partit Comunista Proletari, 1970-1972).

### Antecedents

#### CC
El 1954 es fan els primers passos de la creació d'un grup amb fort accent cristià (i trets para-eclesials), que provisionalment es dirà CC ‒acrònim llegit com "Crist / Catalunya" o "Cristians catalans"‒.
Durant els següent anys la CC s'allunya progressivament de la tutela eclesial, desenvolupa un intens treball de sensibilització a tot el país ‒sector de comarques‒ i va madurant el camí per donar curs a l'exigència de responsabilitat social ‒sector social‒. Fa activisme i agitació (campanya Galinsoga, fets del Palau de la Música, etc.) i acaba treballant en un nou programa polític. Paral·lelament, en aquests moments CC s'interpretarà com "Comunitat Catalana". Hi ha, per tant, un primer CC i un segon CC, sense ruptures traumàtiques, de moment
Es posen en marxa aparells legals, de cobertura d'activitats il·legals, però també com a eines per plasmar i propagar -dins dels límits de la legalitat-, la ideologia i els objectius del grup: CEDEC i Promos.

#### Força Socialista Federal
Entre 1962 i 1963 s'aprova un programa que significa l'adopció de postures socialistes i federalistes, d'estructuració política construïda de baix a dalt, situant la religió com un fet privat. Aquest canvi s'ha denominat la primera ruptura, perquè ‒ara sí‒ es va produir una commoció que va significar una forta, encara que gradual, pèrdua de militància, bàsicament en el sector comarques. El canvi implica la substitució del nom i el 1964 el col·lectiu passa a denominar-se FSF, Força Socialista Federal.
Immediatament, la branca universitària de la FSF adopta el nom de Universitat Popular.
Durant aquest període, la FSF defineix gradualment la seva estratègia, tàctica i estructura organitzativa, inicialment en el marc del programa de 1962-63, encara que al cap d'un anys mostri posicions marxistes i aproximacions al comunisme.
La FSF tracta de construir, pràcticament des de zero, un sector obrer, manté les estructures per-legals (CEDEC, Promos) i crea d'altres (Edima),però té poca presència a la societat: no fa política visible, o el fa molt poc. En canvi, UP creix, i ho fa espectacularment des del moment de la creació i els primers passos del SDEUB (Sindicat Democràtic d'Estudiants de la Universitat de Barcelona).
El 1967, desencantada amb l'horitzó estrictament sindicalista del SDEUB, UP va crear les Comissions d'Estudiants Socialistes (CES), orientades a l'activisme anticapitalista i socialista a la Universitat i la societat.
Des de l'inici de 1967 i fins a principis de 1968 es dona a la FSF un ampli debat entre les posicions ortodoxes, partidàries d'inspirar un moviment popular socialista, sorgit des de la base, i les de constituir un partit revolucionari que actuï decididament com a consciència de classe i direcció de les masses obreres i classes populars.
En termes generals, la FSF (ara un col·lectiu poc nombrós, que amb prou feines havia crescut entre la classe obrera i que havia assistit a la pèrdua contínua de militants fora de Barcelona i la seva àrea metropolitana) va mantenir la primera posició, mentre que la seva organització universitària predicava un partit obrer de factura revolucionària.
Aquest debat va acabar en una lluita declarada pel poder a la fi de 1967, que va culminar a principis de 1968 a la "segona ruptura", amb el triomf de les posicions d'UP. Les CES seguiran un procés de radicalització paral·lel a la d'UP.
A la segona ruptura segueix l'abandonament de la militància que es mantenia en les posicions inicials, i la nova majoria ocupa la direcció de la FSF durant uns mesos, porta a terme un procés congressual per forjar una nova organització i una política diferent, i, finalment, al setembre de 1968 declara ja públicament l'auto-dissolució de la FSF.
De moment, la militància que recolzava les tesis ara hegemòniques segueix activa i expectant de noves directrius i formes organitzatives.

### Fundació
La nova organització que havia de desenvolupar els principis anteriors es va posar en marxa de forma gradual.
Cronològicament, apareixen en primer lloc les plataformes de lluita universitària (Comitès de Vaga Estudiantil, CHE) i obrera (Comitès de Vaga Obrera, CHO). La majoria de militants de base són adscrits a una o altra d'aquestes plataformes.
Descartats els noms temptatius de "Partit Revolucionari de la Classe Obrera" i "Partit Comunista d'Unificació Proletària", es forma a finals de 1968 o principis de 1969 el Partit Comunista Revolucionari (PCR), amb el seu apèndix de les Joventuts Comunistes Revolucionàries (JCR).
El PCR actua com el nucli dirigent revolucionari de les masses enquadrades en els CHE-CHO, a partir d'un esquema leninista del partit dirigent i de les organitzacions de masses. L'acció política planteja oposar contra la violència institucional capitalista la violència revolucionària.
I, efectivament, es realitzen actes violents contra catedràtics o enllaços sindicals, que són al mateix temps qualificats de "esbirros" o "sicaris" del sistema. Finalment, s'abandona l'objectiu d'una universitat popular i s'advoca per la seva abolició.
Seguint les tesis maoistes, la desaparició de la universitat comporta la incorporació dels estudiants a la classe proletària. Si UP havia introduït el concepte de l'estudiant com a "treballador intel·lectual" i company de l'obrer industrial, les CHE i el PCR advoquen per l'abandó de la universitat i la incorporació dels estudiants al món proletari. I, efectivament, molts militants interrompen la seva carrera i passen a treballar en empreses, nodrint als CHO.
Aquest procés permet una altra línia d'acció. El PCR, que sosté tesi internacionalistes, intenta difondre la seva militància per tot Espanya, creant cèl·lules revolucionàries a Madrid, València, Sevilla, País Basc,... L'objectiu és promoure l'enderrocament de sistema: política anticapitalista i estratègia de la violència revolucionària com resposta a la violència institucional.
Però no aconsegueix trencar el seu aïllament de les "masses proletàries", entre altres raons per les exigents mesures de seguretat en què es desenvolupen les cèl·lules revolucionàries, que imposen l'aïllament com a garantia de la seva existència. Així, les cèl·lules esdevenen progressivament conscients de la inutilitat dels seus esforços que molt difícilment compensen una vida molt precària, en què s'ha imposat la renúncia a gratificacions vitals enteses com a excrescències de la cultura petit burgesa. Aquesta crisi esclata aproximadament durant l'estiu de 1970, quan s'intercanvien experiències i es constaten els resultats efectivament aconseguits (només a València i Madrid s'ha aconseguit la formació d'alguna nova cèl·lula).
Simultàniament, a nivell de direcció es planteja el conflicte entre la majoria històrica i les noves incorporacions "proletàries" respecte a la violència, que els últims proposen elevar a la lluita armada. Rebutjat aquest punt, el nucli fundacional del PCR procedeix a acceptar una dissolució que ja s'està donant de fet, i manté una organització mínima per atendre els militants que estan a la presó. La majoria de militants que havien abandonat la universitat tornen a les aules i acaben les seves carreres professionals.

### Escissió del Partit Comunista Proletari
La fracció del PCR partidària de radicalitzar encara més l'acció donant el pas des de la violència revolucionària a, en teoria, la lluita armada, constitueix el Partit Comunista Proletari (PCP) cap a finals de 1970 i les organitzacions de base es militaritzen ("Milícies del partit"). Bona part dels militants renuncien, i només queden uns pocs grups reduïts. Existeixen armes; però es desconeixen accions armades significatives contra el sistema.
Cap a 1972, i en una situació confusa, té lloc la desaparició del PCP (i la liquidació definitiva del grup d'assistència del PCR) i l'extinció final del grup.

## Publicacions
- Acción Proletaria (disponible el número 1, de setembre de 1968; 2, d'octubre de 1968; i 3, també d'octubre de 1968)
- El Bolchevique (disponibles els números 1 i 2, ambdós de maig de 1970)
- Hoz y Martillo (disponibles cinc números, de l'1 al 5, l'1 i el 2, d'abril; el 3, de maig; el 4 i el 5, d'agost 1970)

[Documents consultables a l'Arxiu Nacional de Catalunya, al Centre de Recursos per a l'Aprenentatge i la Recerca de la UB i al Centre Documental de la Comunicació (CEDOC) de la UAB]..